# Atletism la Jocurile Olimpice de vară din 2020 - Aruncarea discului (feminin)
Proba feminină de aruncare a discului de la Jocurile Olimpice de vară din 2020 a avut loc în perioada 31 iulie-2 august 2021 pe Stadionul Național al Japoniei.

## Recorduri
Înaintea acestei competiții, recordurile mondiale și olimpice erau următoarele:
| Record           | Atlet                  | Rezultat | Loc                             | Data               |
| ---------------- | ---------------------- | -------- | ------------------------------- | ------------------ |
| Recordul mondial | Gabriele Reinsch (RDG) | 76,80 m  | Neubrandenburg, Germania de Est | 9 iulie 1988       |
| Recordul olimpic | Martina Hellmann (RDG) | 72,30 m  | Seul, Coreea de Sud             | 29 septembrie 1988 |

## Program
Orele sunt ora Japoniei (UTC+9) 
| Data                   | Oră   | Etapă      |
| ---------------------- | ----- | ---------- |
| Sâmbătă, 31 iulie 2021 | 9:30  | Calificări |
| Luni, 2 august 2021    | 20:00 | Finala     |

## Rezultate

### Calificări
S-au calificat în finală cei care au reușit o aruncare de cel puțin 64,00 m (C) sau atleții cu cele mai bune 12 rezultate (c).
| Loc | Grupă | Atlet                     | Țară                       | 1     | 2     | 3     | Distanță | Note  |
| --- | ----- | ------------------------- | -------------------------- | ----- | ----- | ----- | -------- | ----- |
| 1   | B     | Valarie Allman            | Statele Unite ale Americii | 66,42 | —     | —     | 66,42    | C     |
| 2   | B     | Kamalpreet Kaur           | India                      | 60,29 | 63,97 | 64,00 | 64,00    | C     |
| 3   | A     | Sandra Perkovic           | Croația                    | 63,75 | x     | x     | 63,75    | c     |
| 4   | A     | Kristin Pudenz            | Germania                   | 63,53 | x     | 63,73 | 63,73    | c     |
| 5   | B     | Daisy Osakue              | Italia                     | 52,26 | 63,66 | x     | 63,66    | c, RN |
| 6   | B     | Marike Steinacker         | Germania                   | 63,22 | x     | x     | 63,22    | c     |
| 7   | B     | Yaime Pérez               | Cuba                       | 62,90 | 63,18 | 59,97 | 63,18    | c     |
| 8   | B     | Liliana Cá                | Portugalia                 | 57,70 | 62,85 | x     | 62,85    | c     |
| 9   | B     | Chen Yang                 | China                      | 62,59 | 61,57 | 62,72 | 62,72    | c     |
| 10  | B     | Claudine Vita             | Germania                   | 62,39 | 62,46 | 62,38 | 62,46    | c     |
| 11  | A     | Shadae Lawrence           | Jamaica                    | 59,55 | 62,27 | x     | 62,27    | c     |
| 12  | B     | Izabela da Silva          | Brazilia                   | 56,14 | 61,52 | 60,64 | 61,52    | c     |
| 13  | B     | Marija Tolj               | Croația                    | 54,76 | 61,48 | 60,33 | 61,48    |       |
| 14  | A     | Jorinde van Klinken       | Olanda                     | x     | 61,15 | x     | 61,15    |       |
| 15  | A     | Mélina Robert-Michon      | Franța                     | x     | 60,88 | 59,81 | 60,88    |       |
| 16  | A     | Seema Punia               | India                      | x     | 60,57 | 58,93 | 60,57    |       |
| 17  | B     | Bin Feng                  | China                      | 59,26 | 60,45 | x     | 60,45    |       |
| 18  | B     | Subenrat Insaeng          | Thailanda                  | 54,99 | 59,23 | 56,82 | 59,23    |       |
| 19  | A     | Chrysoula Anagnostopoulou | Grecia                     | 57,06 | 59,18 | 58,55 | 59,18    |       |
| =20 | A     | Xinyue Su                 | China                      | 55,37 | 58,90 | 57,85 | 58,90    |       |
| =20 | B     | Andressa de Morais        | Brazilia                   | x     | x     | 58,90 | 58,90    |       |
| 22  | B     | Dani Stevens              | Australia                  | 53,01 | 58,77 | 54,60 | 58,77    |       |
| 23  | A     | Denia Caballero           | Cuba                       | x     | 57,96 | x     | 57,96    |       |
| 24  | A     | Fernanda Martins          | Brazilia                   | x     | 57,90 | x     | 57,90    |       |
| 25  | A     | Irina Rodrigues           | Portugalia                 | x     | 54,60 | 57,03 | 57,03    |       |
| 26  | B     | Dragana Tomašević         | Serbia                     | 55,97 | 56,95 | 56,43 | 56,95    |       |
| 27  | A     | Rachel Dincoff            | Statele Unite ale Americii | 55.10 | x     | 56,22 | 56,22    |       |
| 28  | A     | Kelsey Card               | Statele Unite ale Americii | 54,85 | 55,78 | 56,04 | 56,04    |       |
| 29  | B     | Karen Gallardo            | Chile                      | 55,36 | 53,89 | 55,81 | 55,81    |       |
| 30  | A     | Alexandra Emilianov       | Republica Moldova          | 54,57 | x     | x     | 54,57    |       |
| 31  | A     | Nataliya Semenova         | Ucraina                    | x     | x     | 54,28 | 54,28    |       |

### Finala
| Loc | Atlet             | Țară                       | 1     | 2     | 3     | 4                              | 5                              | 6                              | Distanță | Note |
| --- | ----------------- | -------------------------- | ----- | ----- | ----- | ------------------------------ | ------------------------------ | ------------------------------ | -------- | ---- |
| 1   | Valarie Allman    | Statele Unite ale Americii | 68,98 | x     | x     | 64,76                          | 66,78                          | x                              | 68,98    |      |
| 2   | Kristin Pudenz    | Germania                   | 63,07 | 65,34 | 64,35 | x                              | 66.86                          | x                              | 66,86    | PB   |
| 3   | Yaime Pérez       | Cuba                       | 65,72 | 62,16 | 63,20 | 65,20                          | x                              | x                              | 65,72    |      |
| 4   | Sandra Perkovic   | Croația                    | 62,53 | x     | 65,01 | x                              | x                              | 63,25                          | 65,01    |      |
| 5   | Liliana Cá        | Portugalia                 | 62,31 | 63,93 | x     | x                              | x                              | x                              | 63,93    |      |
| 6   | Kamalpreet Kaur   | India                      | 61,62 | x     | 63,70 | x                              | 61,37                          | x                              | 63,70    |      |
| 7   | Shadae Lawrence   | Jamaica                    | 60,22 | 62,12 | 58,98 | 59,46                          | 59,26                          | x                              | 62,12    |      |
| 8   | Marike Steinacker | Germania                   | x     | 62,02 | x     | x                              | 60,10                          | 60,32                          | 62,02    |      |
| 9   | Claudine Vita     | Germania                   | 60,70 | x     | 61,80 | Nu a avansat în faza următoare | Nu a avansat în faza următoare | Nu a avansat în faza următoare | 61,80    |      |
| 10  | Chen Yang         | China                      | 61,57 | 59,59 | 61,43 | Nu a avansat în faza următoare | Nu a avansat în faza următoare | Nu a avansat în faza următoare | 61,57    |      |
| 11  | Izabela da Silva  | Brazilia                   | 60,39 | x     | 59,56 | Nu a avansat în faza următoare | Nu a avansat în faza următoare | Nu a avansat în faza următoare | 60,39    |      |
| 12  | Daisy Osakue      | Italia                     | 59,97 | x     | x     | Nu a avansat în faza următoare | Nu a avansat în faza următoare | Nu a avansat în faza următoare | 59,97    |      |